# Thomas Burth
Thomas Burth (* 21. Februar 1934 in Radolfzell am Bodensee; † 22. Februar 2000 in Minseln) war ein deutscher Autor, der meist in bodenseealemannischer Mundart, aber auch in Standarddeutsch schrieb.

## Leben
Thomas Burth lebte früher in Bankholzen (Gemeinde Moos am Bodensee, auf der Halbinsel Höri), später zog er ins südbadische Schopfheim, wo er 1989 zusammen mit dem Schriftsteller und Dichter Markus Manfred Jung die Internationale Mund-Art Literatur-Werkstatt Schopfheim gründete. Zuletzt wohnte er im Ortsteil Minseln der Stadt Rheinfelden (Baden). Er war Mitglied im Literatur Forum Südwest in Freiburg im Breisgau, im Internationalen Dialektinstitut (IDI) in Innsbruck und im Internationalen Bodensee Club (Fachgruppe Literatur) in Konstanz.

## Werk
- Kläne Bildle. In see-alemannischer Mundart. Lämmer, Radolfzell 1976.
- D Blechhirte (Weihnachtshörspiel). SDR 1977.
- Gschwätzt wi gmolet. Gedichte und Geschichten in alemannischer Mundart. Mit Zeichnungen von Hans Sauerbruch. Südkurier, Konstanz 1980, ISBN 3-87799-013-4.
- Gedanke uf Reise. Gedichte und Geschichten in alemannischer Mundart. Mit Zeichnungen von Hans Sauerbruch. Südkurier, Konstanz 1984, ISBN 3-87799-045-2.
- Gschwätzt wi gmolet (Tonkassette). Radio Antenne 3
- Uf em Weg. Privatdruck, 1990
- Ohne Kaution auf freiem Fuß. Privatdruck, 1990 (schriftdeutsch)
- Mit Wurzeln und mit Flügeln. Art & Grafik Verlag, Ettlingen 1992, ISBN 3-927389-27-7 (schriftdeutsch; mit Illustrationen des Wehrer Architekten und Künstlers Hermfried Richter)
- Lapislazuli und Blässure. Alemannische Gedichte und Geschichten. Südverlag, Konstanz 1993, ISBN 3-87800-019-7.
- Immer der, wo fròget. Gedichte und Geschichten in bodensee-alemannischer Mundart. Drey-Verlag, Gutach 1999, ISBN 3-933765-02-1.

Einige Werke von Thomas Burth sind in alemannischen Anthologien vertreten, beispielsweise in mehreren Veröffentlichungen der Muettersproch-Gsellschaft, in der Zeitschrift allmende sowie in diversen Werk- und Fachzeitschriften.

## Kritiken
(zitiert nach Website über Thomas Burth)
- „für die gesamte südbadische Literaturszene bedeutsame Autor“ (Badische Zeitung)
- „einer der profiliertesten Mundartautoren der Region“ (Südkurier)

## Auszeichnungen
- 1999: Johann-Peter-Hebel-Plakette der Gemeinde Hausen im Wiesental